# 류판수이시
류판수이(육반수, 중국어: 六盘水, 병음: Liùpánshuǐ)는 중화인민공화국 구이저우성의 지급시이다. 구이저우 성에서 두 번째로 큰 도시로 여름의 낮은 기온 덕분에 "시원한 도시"로 알려져있다.

## 지리
구이저우 성의 서부에 위치하고 북쪽으로 비제 지구, 남동쪽으로 안순 시, 남쪽으로 첸시난 부이족 먀오족 자치주, 서쪽으로 윈난성에 접한다.

## 역사
춘추시대는 장가국(牂牁國), 전국시대는 야랑국(夜郎國)의 땅인 육반수가 중원의 지배를 받게 된 것은 진나라에 의한 중국 통일 다음이다. 진나라는 이 땅을 마군한양현(馬郡漢陽縣)으로 통치를 했고, 한나라 대에는 장가군 및 건위군이 설치되었다.
수나라 대에는 찬씨(爨氏)의 세력 하에 놓이게 되어 중원 지배로부터 독립하지만, 당나라 대에는 탕망주(湯望州), 반주(盤州)의 관할로 두었다. 송나라 대는 나전국(羅殿國), 나씨귀국(羅氏鬼國), 우시부(于矢部)로 중원 지배로부터 독립하였지만, 원나라 대에 보안로(普安路)가 설치되면서 청나라 말기까지 보안(普安)이라고 불렸다.
중화민국 성립 후는 수이청 현(水城県), 판 현(盤県), 랑다이 현(郎岱県)으로 설정되어 그 후의 행정 개편을 거친 후, 1987년 12월에 인근 지구를 통합해 류판수이 시가 성립해 현재에 이르고 있다.

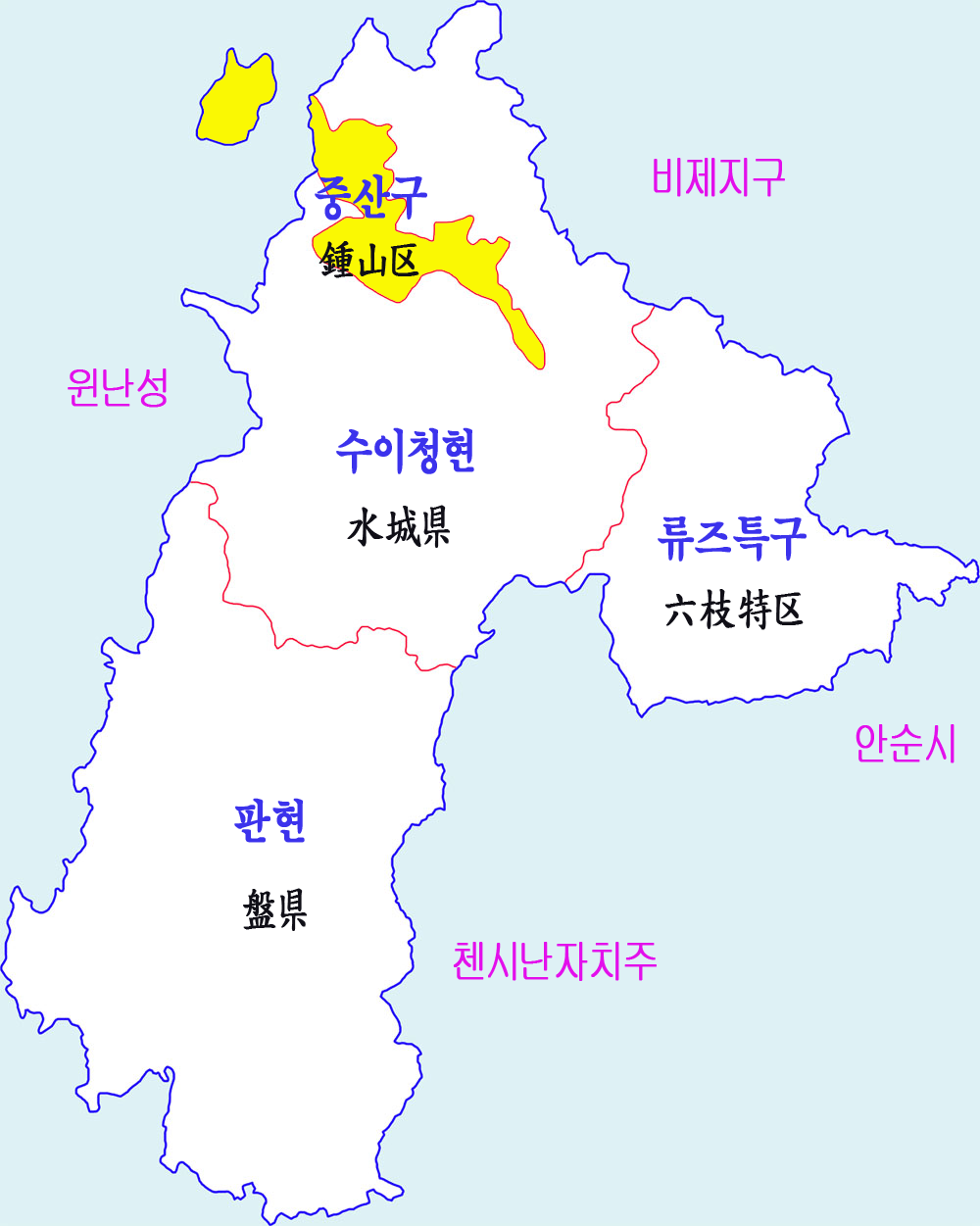
류판수시 현급구역

## 행정 구역
1개의 시할구, 1개의 현급시, 1개의 현, 1개의 특구를 관할한다.
- 시할구
  - 중산구(钟山区)

- 현급시
  - 판저우시(盘州市)

- 현
  - 수이청현(水城县)

- 특구
  - 류즈 특구(六枝特区)

## 교통
- 전첸 선 류판수이 역(滇黔線 六盤水駅)